# Acanthogonatus ericae
Acanthogonatus ericae Indicatti et al., 2008b è un ragno appartenente alla famiglia Nemesiidae.

## Caratteristiche
L'esemplare maschile ha lunghezza totale 17,2 mm; il cefalotorace è lungo 8,5 mm x 7,0 mm di larghezza.

## Distribuzione
La specie è stata reperita in Brasile: l'olotipo maschile è stato rinvenuto nei pressi di Potreiro Velho, nello Stato del Rio Grande do Sul

## Tassonomia
Al 2013 non sono note sottospecie e dal 2008 non sono stati esaminati nuovi esemplari.